# Limnothálassa Koútavos
Limnothálassa Koútavos är en lagun i Grekland.   Den ligger i regionen Joniska öarna, i den sydvästra delen av landet, 280 km väster om huvudstaden Aten. Limnothálassa Koútavos ligger 70 meter över havet.